# Караманиди
Караманиди или Караманидска династија, био је један од турских бејлика у Анадолији који се налазио на југоистоку полуострва око данашње истоимене области. Од 13.века па све до свог пада под османску власт 1487.‬ били су једна од најјачих турских династија.

## Историја

### Постанак
Караманиди воде порекло од Хоџе Сад ал-Дина и његовог сина Нуре Суфи Бега који је из Азербејџана прешао у Сивас због монголске инвазије 1230. Ово племе је било припадник Огуза. Племе је учествовало у побуни против Румског султаната под Баба Ишаком да би се касније преселило у област око данашњег Карамана. Ишаков син, Керимедин Караман-бег, ће загосподарити областима Киликије укључујући и град Караман. Караман-бег је често ратовао са Јерменима. Након његове смрти, његов син Мехмед I Карамански га наслеђује. 12. маја 1278. Мехмед-бег, након многобројних конфликата, заузима чак и Конију, али касније бива поражен од стране Селџука и Монгола и бива убијен са још неколико браће 1279. Чак и након овог стравичног пораза Караманиди настављају да шире свој утицај и јачају, а долазе и у контакт са османлијама након што је глава куће Караманид оженио ћерку османлијског цара Мурата I. То је био први дипломатски контакт између две државе. Након што су Османлије почели да се шире по Балкану, две државе улазе у рат у коме караманидска војска осваја град Бејсехир, један од већих турских градова тог доба, али Османлије предузимају акцију и марширају на караманидску престоницу Конију.

### Пад
Споразум је потписан између држава, а мир траје све до владавине Бајазита I. Након Бајазитове смрти грађански рат избија и Караманиди, као и сви остали анадолијски бејлици, користе прилику и нападају Османлије, али бивају поражени. У наредним годинама једино што спашава династију јесте савезништво са Мамелуцима. 1487. падају под османску власт услед слабљења Мамелука.

## Застава
Према Каталонском атласу Абрахама Крескеса (објављеном 1375. године), застава Караманида била је заправо шестокрака звезда са белом позадином. Ово је у овом добу био популаран исламски симбол који је носио име Соломонов печат по исламском предању да је Соломон заправо један од пророка. Он се налазио и на бројним османским џамијама.

## Снага

#### Војска
Према одређеним списима Сехабедина Омера у Месалик-ул-Ебсар, караманидска војска је бројала готово 25.000 коњаника и више од 25.000 сарацена.

#### Економија
Економска слика се у главном заснивала на стратешкој контроли над важним градовима на полуострву, као што су Конија и Караман и луке Ламос, Слилифке, Анамур и Манавгат.

#### Архитектура
Караманиди су изградили 66 џамија, 8 хамама, 2 каравансераја и 3 медресе које су опстале до дана данашњег.

## Владари
1. Nûre Sûfî Beg (Glavni grad: Ereğli) (1250–1256)
2. Kerîmeddin Karaman Beg (Glavni grad: Ermenek) (1256?-1261)
3. Şemseddin I. Mehmed Beg (1261–1277), notable for making Turkish official language
4. Güneri Beg (1277–1300)Династичке линије Караманида и Османлија.
5. Bedreddin Mahmut Beg (1300–1308)
6. Yahşı Han Beg (1308–1312) (Glavni grad: Konija)
7. Bedreddin I. İbrahim Beg (1312–1333, 1348–1349)
8. Alâeddin Halil Mirza Beg (1333–1348)
9. Fahreddin Ahmed Beg (1349–1350)
10. Şemseddin Beg (1350–1351)
11. Hacı Sûfi Burhâneddin Musa Beg (Glavni grad: Mut) (1351–1356)
12. Seyfeddin Süleyman Beg (1357–1361)
13. Damad I. Alâeddin Ali Beg (1361–1398)
14. Sultanzâde II. Mehmed Beg (1398–1399, 1402–1420, 1421–1423)
15. Damad Bengi Ali Beg (1423–1424)
16. Damad II. İbrahim Beg (1424–1464)
17. Sultanzâde İshak Beg (1464)
18. Sultanzâde Pîr Ahmed Beg (1464–1469)
19. Kasım Beg (1469–1483)
20. Turgutoğlu Mahmud Beg (1483–1487)